# Ром, Любовь Иосифовна
Любовь Иосифовна Ром (Либа-Рейза Иоселевна Ром; 1894 — 1959) — советская еврейская театральная актриса, народная артистка РСФСР (1939).

## Биография
Любовь Иосифовна (настоящее имя Либа-Рейза Иоселевна) Ром родилась в местечке Майшягола (Вильнюсский уезд). 17 февраля 1919 была принята в еврейскую театральную студию при Театральном отделе Наркомпроса в Петрограде под руководством Алексея Грановского. Осенью 1920 года вместе с театром переехала в Москву, где на основе студии был создан Государственный еврейский камерный театр (ГОСЕКТ, с 1924 года — ГОСЕТ).
В 1919—1949 годах работала в труппе ГОСЕТа. В 1928 году участвовала в длительных международных гастролях театра (Австрия, Франция, Германия). Вместе с Соломоном Михоэлсом снималась в кинофильмах «Еврейское счастье» (1925) и «Цирк» (1936).
Умерла в 1959 году в Москве.

### Семья
- Дочь — Эйга Леонидовна Теплицкая (Добровольская) (1926, Москва — 2006, Москва), выпускница Театрального училища при ГОСЕТе, актриса ГОСЕТа до его закрытия.
  - Внучка — актриса Лилия Николаевна Добровольская (род. 1959, Потсдам, Германия), заслуженная артистка России (1999).
  - Внучка — Юлия Николаевна Добровольская (род. 1959, Потсдам, Германия), киновед.
  - Внучка — Марина Наумовна Карлова (Радешвили) (род. 1948, Москва), инженер-химик.

## Награды и премии
- Народная артистка РСФСР (31 марта 1939)[1]
- Орден «Знак Почёта» (31 марта 1939) — за выдающиеся заслуги в развитии советского театрального искусства

## Работы в театре
- 1937 — «Семья Овадис» П. Д. Маркиша — Сорэ
- 1939 — «Тевье молочник» Шолом-Алейхем — Голда-сердце

## Фильмография
- 1925 — Еврейское счастье — эпизод (нет в титрах)
- 1936 — Цирк — эпизод (нет в титрах)